# 十五角形

正十五角形

十五角形（じゅうごかくけい、pentadecagon）は、多角形の一つで、15本の辺と頂点を持つ図形である。内角の和は2340°、対角線の本数は90本である。

## 正十五角形
正十五角形においては、中心角と外角は24°で、内角は156°となる。一辺の長さが a の正十五角形の面積Sは
{\displaystyle {\begin{aligned}S={\frac {15}{4}}a^{2}\cot {\frac {\pi }{15}}&={\frac {15a^{2}}{8}}\left({\sqrt {3}}+{\sqrt {15}}+{\sqrt {2}}{\sqrt {5+{\sqrt {5}}}}\right)\\&\simeq 17.6424a^{2}\end{aligned}}}
{\displaystyle \cos(2\pi /15)}は有理数と平方根の組み合わせのみで表せる
{\displaystyle \cos {\frac {2\pi }{15}}={\frac {1+{\sqrt {5}}}{8}}+{\frac {\sqrt {30-6{\sqrt {5}}}}{8}}={\frac {1}{8}}\left(1+{\sqrt {5}}+{\sqrt {30-6{\sqrt {5}}}}\right)}

### 正十五角形の作図
正十五角形は古代から定規とコンパスによる作図が可能であることが知られていた図形である。以下のアニメーションに実際の作図方法を示す。全部で36段階。

正十五角形の作図